# 雀鹀科
雀鹀科（學名：Passerellidae）是鳥綱雀形目的一個科，以植物的種子和昆蟲為食，鳥啄為圓錐狀，分佈於新世界，它們的顏色主要以褐色和灰色為主，本科很多物種外觀上較能明顯分辨。
該科跟鵐科和鐵爪鵐科的鳥類有相同的鵐字，英文名跟雀科的鳥類相同，都為sparrow。儘管如此，相較於雀科，雀鹀科的鳥類與鵐科的關係更為近緣， 它們的生態和外觀跟鵐科鳥類相似，因為這些因素本科鳥類都曾為鵐科的一部分。

## 下級分類
本科包括以下屬：
- 唐纳雀鹀屬 Oreothraupis
- 灌丛唐纳雀属 Chlorospingus
- 通贝斯雀鹀属 Rhynchospiza
- 珀卡雀鹀属 Peucaea
- 沙鵐屬 Ammodramus
- 纹头雀属 Arremonops
- 五紋雀屬 Amphispizopsis
- 尖尾沙鵐屬 Amphispiza
- 鷚雀鵐屬 Chondestes
- 白斑黑鹀属 Calamospiza
- 雀鹀屬 Spizella
- 金肩雀鹀属 Arremon
- 狐色雀鹀属 Passerella
- 树雀鹀屬 Spizelloides
- 灯心草雀属 Junco
- 帶鹀屬 Zonotrichia
- 艾草漠鹀属 Artemisiospiza
- 纹雀鹀属 Oriturus
- 栗肩雀鹀属 Pooecetes
- 海濱鹀屬 Ammospiza
- 貝氏草鹀屬 Centronyx
- 草鵐屬 Passerculus
- 异雀鹀属 Xenospiza
- 歌带鹀属 Melospiza
- 大脚雀属 Pezopetes
- 萨帕塔鹀属 Torreornis
- 地雀鹀属 Melozone
- 猛雀鹀属 Aimophila
- 唧鹀属 Pipilo
- 薮雀属 Atlapetes